# Mount Lassell
Mount Lassell ist ein verschneiter und rund 1000 m hoher Berg im Südosten der westantarktischen Alexander-I.-Insel. Er ragt oberhalb des Kopfendes des Neptun-Gletschers auf.
Der US-amerikanische Polarforscher Lincoln Ellsworth fertige am 23. November 1935 die ersten Luftaufnahmen an, die dem US-amerikanischen Kartografen W. L. G. Joerg für eine grobe Kartierung dienten. Eine detaillierte Kartierung nahm der britische Geograph Derek Searle vom Falkland Islands Dependencies Survey 1960 anhand von Luftaufnahmen der US-amerikanischen Ronne Antarctic Research Expedition (1947–1948) vor. Das UK Antarctic Place-Names Committee benannte den Berg 1961 nach dem britischen Astronomen William Lassell (1799–1880), der die Uranusmonde Umbriel und Ariel sowie den Neptunmond Triton entdeckt hatte.